# Heidrun Quack
Heidrun Quack (geboren 1957) ist eine deutsche Juristin und Richterin.

## Beruflicher Werdegang
Ab 1989 war Heidrun Quack Richterin am Landgericht Saarbrücken. 
Im Jahr 2000 wurde die Juristin für eine Amtszeit von sechs Jahren stellvertretendes Mitglied am Verfassungsgerichtshof des Saarlandes. Nach Ende der Amtszeit wurde sie wiedergewählt. Ihre zweite Amtszeit endete 2012.
Ab 2010 war sie Vorsitzende Richterin am Oberlandesgericht Saarbrücken im Neunten Zivilsenat / Senat für Familiensachen. Im Geschäftsverteilungsplan vom April 2021 ist sie nicht mehr enthalten.

## Ämter und Mitgliedschaften
- Bis 2005: Vorsitzende des ehrenamtlich tätigen Sicherheitsbeirats Völklingen[5][6]

## Verfahren
Am Oberlandesgericht Saarbrücken war der Senat unter dem Vorsitz von Heidrun Quack für das Berufungsverfahren um das HTW-Hochhaus in Saarbrücken zuständig. Baufirmen hatten 2018 mit einer Millionenklage vor dem Landgericht Saarbrücken gegen das Saarland Forderungen in Millionenhöhe für nachträgliche Brandschutzmaßnahmen am Hochhaus für die Hochschule für Technik und Wirtschaft in Saarbrücken erhoben, hatten sich beim Landgericht nicht durchgesetzt und waren in Berufung gegangen.
Mehrfach war die Juristin am Verfassungsgerichtshof mit der Landtagswahl von 2009 befasst. Im Urteil vom 7. Oktober 2010 wurde festgestellt, dass die Regierung des Saarlandes mit der Veröffentlichung einer Broschüre und einer Anzeigenserie gegen das Gebot der Neutralität des Staates im Wahlkampf und der Chancengleichheit bei Wahlen verstoßen hatte. 2011 war Heidrun Quack eines der Mitglieder des Verfassungsgerichtshofs, die über eine Wahlprüfbeschwerde zur Landtagswahl von 2009 durch die SPD, einen Bürger aus dem Umfeld der NPD und vier aus der Linkspartei verhandelten.